# Кержаковка
Кержаковка — деревня в Лысьвенском городском округе Пермского края России.

## Географическое положение
Кержаковка расположена в юго-восточной части Лысьвенского городского округа, на левом берегу реки Кын, на расстоянии примерно одного километра на восток от посёлка станции Кын.

## История
С 2004 до 2011 гг. входила в Кыновское сельское поселение Лысьвенского муниципального района.

## Население
Постоянное население составляло 13 человека (92% — русские) в 2002 году, 7 человек в 2010 году, 5 человек в 2020.

## Климат
Климат умеренно континентальный. Среднегодовая температура воздуха равна +1,7оС; продолжительность безморозного периода — 165 дней; средняя мощность снегового покрова — 50 см; средняя глубина промерзания почвы — 123 см. Устойчивый снежный покров сохраняется с первой декады ноября по последнюю декаду апреля. Средняя продолжительность снежного покрова 160—170 дней. Средняя из наибольших декадных высот снежного покрова за зиму — 50 см. Средняя максимальная температура самого жаркого месяца: + 24,4оС. Средняя температура самого холодного месяца: — 17,4оС.